# 1980 no teatro

## Nascimentos
| Data            | Nome           | Profissão | Nacionalidade | Observações | Ref |
| --------------- | -------------- | --------- | ------------- | ----------- | --- |
| 14 de fevereiro | Adérito Lopes  | ator      | Portugal      |             |     |
| 14 de outubro   | Ben Whishaw    | ator      | Inglaterra    |             |     |
| 30 de novembro  | Leonor Seixas  | atriz     | Portugal      |             |     |
| 23 de dezembro  | Pedro Teixeira | ator      | Portugal      |             |     |

## Mortes
| Data           | Nome               | Profissão                                   | Nacionalidade | Observações | Ref |
| -------------- | ------------------ | ------------------------------------------- | ------------- | ----------- | --- |
| 29 de agosto   | Bernardo Santareno | escritor e dramaturgo                       | Portugal      | n. 1924     |     |
| 21 de dezembro | Nelson Rodrigues   | teatrólogo, jornalista, cronista e escritor | Brasil        | n. 1912     |     |